# Zaak-Gürtel

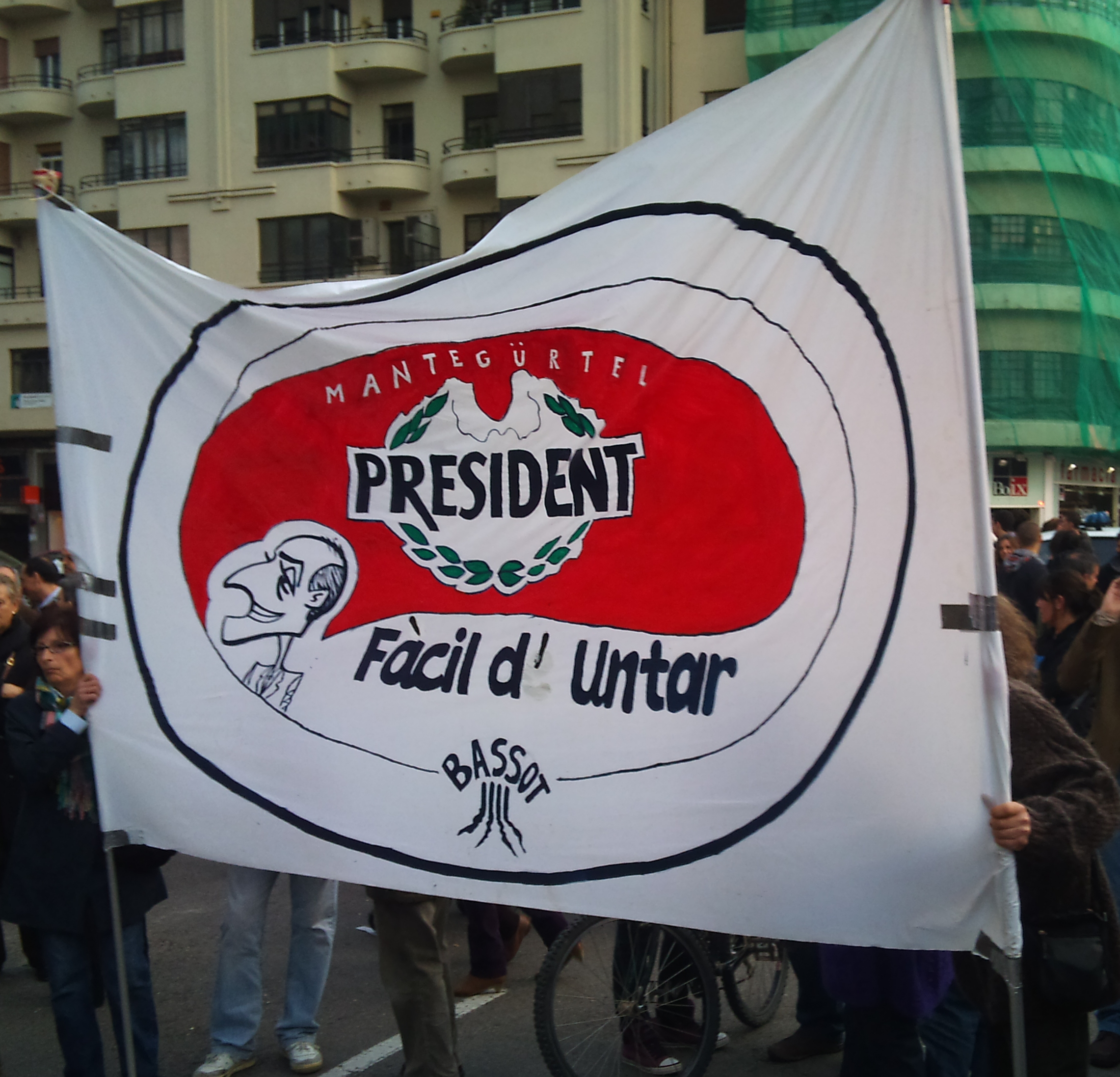
Een demonstratie tegen het schandaal

De zaak-Gürtel is een corruptieschandaal in Spanje waarbij tussen 2001 en 2009 op grote schaal malversaties werden gepleegd. Het justitiële onderzoek naar de zaak is anno 2014 nog niet afgerond; regelmatig komen er nog nieuwe gegevens naar boven.
De zaak is vooral van belang vanwege de omvang en de vermeende betrokkenheid van kopstukken van een van de grootste politieke partijen, de centrumrechtse Partido Popular. Door de Spaanse justitie werd aan de zaak de naam Gürtel gegeven. Gürtel is de vertaling in het Duits van de achternaam van een van de hoofdrolspelers, Francisco Correa.

## Geschiedenis
De zaak kwam aan het rollen toen José Luis Peñas, een vriend van de zakenman Francisco Correa, op 6 november 2007 aangifte deed van verduistering van overheidsgeld. Peñas was ex-raadslid van de Partido Popular (PP) in de gemeente Madrid en zelf ook verdachte in de zaak-Gürtel. In een interview zei hij dat hij de keuze had tussen "de andere kant op kijken of bewijs verzamelen".
Ex-minister-president José María Aznar nam Francisco Correa tijdens zijn regering aan om partijevenementen voor de PP te organiseren.
De vier hoofdrolspelers in het complot-Gürtel zijn Francisco Correa, Álvaro Pérez Alonso bijgenaamd El Bigotes, in het Nederlands De Snor, Pablo Crespo Sabarís, tot 1999 secretaris van de PP in Galicië, en Antoine Sánchez, hoofd administratie van de bouwonderneming Catalunya Nord Record en van de investeringsmaatschappij Inversiones Kintamani. Daarnaast werden nog meer bedrijven genoemd, waaronder Easy Concept, Special Events, Diseño Asimétrico en Orange Market. Francisco Correa was bij al deze bedrijven betrokken.
Het onderzoek van de UDEF, de Spaanse fiscale inlichtingendienst, leidde tot de eerste arrestaties op 6 februari 2009 in Boadilla del Monte, waar verschillende van de betrokken ondernemingen gevestigd waren. Volgens de Spaanse justitie ging het in de zaak om witwassen van geld, belastingfraude, het aannemen van steekpenningen en andere vormen van corruptie. Justitie kon tijdens het onderzoek beslag leggen op een pendrive met informatie over betalingen in zwart geld. 
De zaak was in oktober 2009 nog steeds in onderzoek.

## Omvang
De fraude bestond onder meer uit omkoping van ambtenaren en andere overheidsfunctionarissen voor het verkrijgen van vergunningen en contracten. Vaak ging het daarbij om vergunningen die eerder waren geweigerd, bijvoorbeeld op grond van milieuwetgeving of natuurbescherming. Daarnaast werden steekpenningen uitgedeeld voor het verkrijgen van contracten of eenmalige opdrachten.
Alleen al in de provincie Madrid werden met de betrokken ondernemingen 66 contracten afgesloten met een waarde van 760.717,87 euro. Zeventien politici, allen lid van de Partido Popular, ontvingen tezamen 5,5 miljoen euro aan steekpenningen. Ook de Valenciaanse tak van de PP leek verwikkeld in de corruptiezaak. 
Tussen 2001 en 2005 ontvingen PP-raadsleden en politici in totaal 10 miljoen euro aan steekpenningen van zeven verschillende bouwondernemingen. In oktober 2009 was nog onduidelijk of een deel van het verduisterde geld weer is teruggevloeid naar de partijkas van de Partido Popular.
Begin oktober kwam de mogelijke betrokkenheid van ex-minister Esperanza Aguirre in de pers. In haar functie van president van de provincie Madrid werden herhaaldelijk contracten afgesloten met bedrijven uit de zaak-Gürtel. Een bezoek van Aguirre aan het bedrijvenpark La Carpetiana in Getafe kostte 34.748 euro, te betalen aan Diseño Asimétrico. De opening van een nieuwe school in november 2006 kostte 9.549 euro, opnieuw te betalen aan Diseño Asimétrico.